# Total Request Live
Total Request Live (llamado comúnmente solo como TRL) es la serie de televisión insignia de MTV que presenta videos de música popular. TRL es la salida principal para los videos musicales mientras que la cadena continúa concentrándose en programas de telerrealidad. Además de los vídeos musicales, TRL presenta invitados diarios. El programa es una herramienta de promoción popular usada por músicos, actores y otras celebridades para promocionar sus últimos trabajos dirigidos al segmento joven que ve el programa.
TRL muestra los 10 vídeos más pedidos del día por los televidentes quienes votan en línea por su vídeo favorito. La cuenta regresiva comienza con el décimo vídeo más pedido y finaliza con el más requerido. El programa generalmente se transmite de lunes a jueves durante una hora, aunque el horario y duración ha ido variariando en el tiempo.
El 2 de octubre de 2017 regresó a cargo de los Gemelos Dolan.